# Callionymus gardineri
Callionymus gardineri is een straalvinnige vissensoort uit de familie van pitvissen (Callionymidae). De wetenschappelijke naam van de soort is voor het eerst geldig gepubliceerd in 1908 door Charles Tate Regan. De soort werd aangetroffen in de Cargados Carajos tijdens de Percy Sladen Trust Expedition naar de Indische Oceaan in 1905. De soort is genoemd naar John Stanley Gardiner, de leider van de expeditie.
Regan beschreef in dezelfde publicatie ook de soort Callionymus maldivensis, aangetroffen in de Maldiven. Die werd later als taxonomisch synoniem van C. gardineri beschouwd.